# フラッタ・トディーナ
フラッタ・トディーナ（伊: Fratta Todina）は、イタリア共和国ウンブリア州ペルージャ県にある、人口約1,900人の基礎自治体（コムーネ）。

## 地理

### 位置・広がり

#### 隣接コムーネ
隣接するコムーネは以下の通り。括弧内のTRはテルニ県所属を示す。
- コッラッツォーネ
- マルシャーノ
- モンテ・カステッロ・ディ・ヴィービオ
- サン・ヴェナンツォ (TR)
- トーディ

### 気候分類・地震分類
フラッタ・トディーナにおけるイタリアの気候分類 (it) および度日は、zona D, 1915 GGである。
また、イタリアの地震リスク階級 (it) では、zona 2 (sismicità media) に分類される。

## 行政

### 分離集落
フラッタ・トディーナには、以下の分離集落（フラツィオーネ）がある。
- Spineta, Pontecane, Stazione.